# Шахтар (баскетбольний клуб, Донецьк)
Донецький «Шахтар» — історичний український баскетбольний клуб з міста Донецьк, виступав у чемпіонаті УРСР, чемпіонаті СРСР, чемпіонаті України – баскетбольній Суперлізі. Команда була заснована 1963 року. 
Клуб є найтитулованішим баскетбольним клубом Донецька. Клуб двічі ставав  чемпіоном України (1966,1967) і один раз був фіналістом Кубока України (1996).

## Історія
Офіційну історію донецького клубного баскетболу варто вести з далекого 1963 року. Саме тоді керівник об’єднання «Донбасканалстрой» Сєдов вирішив створити на базі своєї установи баскетбольну команду з однойменною назвою. Спершу її основу склали місцеві хлопці, керовані тренером Борисом Єзерським. Вийшло непогано. Команда швидко сформувала обличчя і славилася непоступливістю.
Особливо в ній виділявся тоді ще нікому невідомий 17-річний хлопчина з Єнакієвого Анатолій Поливода. Надзвичайно технічний, рухливий, з світлою головою. Фахівці відразу звернули на нього увагу. Не дивно, що незабаром Поливода поїхав в київський «Будівельник». Сталося це після того, як у зустрічі «Донбасканалстрою» з «будівельниками» юний гравець гірників закинув найсильнішому клубові країни 30 очок. Крім того, під керівництвом Єзерського починав свій шлях майбутній чемпіон Європи серед молоді Валерій Синяков.
У Донецьку баскетбольна команда стала надзвичайно популярною. На матчах у старому палаці спорту «Шахтар», котрий вміщав 700 глядачів, завжди був аншлаг. Улюбленцями публіки тоді були Фелікс Сашенко, Володимир Піскун та Євген Коваль. Одним словом, після двох років суперництва в чемпіонаті України спортивного товариства «Авангард» донецька команда заявила про себе сповна. Разом з тим зросли і амбіції пана Сєдова. Він захотів вивести команду на всесоюзний рівень. Як наслідок, в 1965 році в Донецьку з’явилися перші «легіонери». Не в нинішньому розумінні, а представники інших міст. Зокрема, команду поповнили кияни Олександр Турчин та Олексій Путятін, львів’янин Анатолій Бухов, харків’яни Ісаак Дубов і Володимир Прудников, ростовчанин Валерій Горяїнов.
Пізніше їм судилося стати справжніми легендами донецького баскетболу. Це й не дивно, адже всього через рік «Донбасканалстрой» зробив вражаючий стрибок, вигравши перехідний внутрішньо-український турнір за право пробитися до першої ліги чемпіонату СРСР. Закріпившись на всесоюзному рівні, підопічні БорисаЄзерського сподобилися на, як виявилося, напам’ятнішу перемогу в історії «Донбасканалстрою». В 1967 році складена з гравців команди збірна Донецької області сенсаційно виграла Спартакіаду Української РСР, обігравши, зокрема, зоряних киян, чию основу складали блискучі баскетболісти «Будівельника». У складі гірників крім вище згаданих гравців тоді особливо виділявся майбутній чемпіон світу Геннадій Чечуро.
- Донині згадую поєдинок, в якому ми офіційно стали чемпіонами країни, - згадує Анатолій Бухов. – Той матч з одеситами давався нам дуже непросто. Коли прозвучала фінальна сирена, ми поступалися двома очками. Але разом з тим я повинен був пробивати два штрафних кидки. Права на промах не було. І я не промахнувся. Гра була переведена в овертайм, де ми свого шансу вже не втратили, вигравши з семиочковою перевагою.
Через два роки, в 1969-му, «Донбасканалстрой» був близьким до виходу в еліту радянського баскетболу. В турнірі команд першої ліги гірники посіли третє місце і грали в перехідному турнірі. Головними суперниками донеччан були мінський РТІ з майбутнім олімпійським чемпіоном Іваном Бебешком у складі, свердловський «Уралмаш» і команда Єревана.
-Безсумнівно, тоді ми могли поборотися за путівку в еліту, - говорить Анатолій Бухов. - Але реально розцінили свої можливості й, розсудивши, що у вищій лізі нам робити нічого, вирішили, що краще залишатися у першому дивізіоні.
Власне, у другій за силою лізі донеччани виступали аж до 1977 року. Поступово почали йти зі спорту багаторічні лідери «Донбасканалстрою». Зокрема, Анатолій Бухов у 1975 році виїхав до Німеччини. Можливо, перебуваючи на одному місці, команда застопорилася. Поступово керівництво об’єднання «Донбасканалстрой» втратило до неї інтерес і в підсумку вирішило розформувати.
«Жальґіріс» і ЦСКА не здолають гірника!
Так чи інакше, то була перша ластівка. Про перемоги тієї команди донецькі шанувальники баскетболу зі стажем зберігають ностальгічні спогади понині. Власне, саме спостерігаючи за грою Дубова, Бухова, Горяїнова полюбив баскетбол майбутній керівник шахти імені Засядька Юхим Звягільський. Це йому в 1983 році належала ідея відродити баскетбольні традиції в Донецьку. Команду Юхим Леонідович вирішив назвати «Шахтарем». Пост тренера спочатку довірили Ніні Бережній. Точніше, їй було доручено комплектувати команду, придивлятися до можливих новачків.
- У січні 1983 року разом з командою рідного Хабаровська ми приїхали до Донецька на турнір, - згадує Сергій Завалін, у якого з «Шахтарем» надалі буде пов’язана майже вся гравецька кар’єра. – Після цього мене, Сергія Бабенка і ще кількох хабаровських хлопців запросили виступати за «Шахтар». Погодився майже відразу, адже мені сказали, що перед командою стоїть завдання пробитися до першої ліги чемпіонату СРСР.
І дійсно, добре укомплектований, «Шахтар» виграв перехідний турнір і повернув Донецьк на баскетбольну карту Радянського Союзу. На той час у «Шахтаря» помінялося вже два тренери – спочатку біля керма колективу був хабаровський фахівець Валерій Алпатов, а потім – Олександр Власов. Саме з останнім гірники домоглися вагомого успіху в 1985 році. «Шахтар» виграв турнір команд першої ліги й пробився до еліти радянського баскетболу, а влітку до всього іншого ще створив справжню сенсацію, ставши володарем Кубка СРСР!
- Навряд чи титуловані суперники брали нас тоді в розрахунок, - каже Сергій Завалін. – У нас же було багато амбіцій, бажання проявити себе. Ми не визнавали авторитетів. Тому, сенсаційно для всіх здолавши в півфіналі мінський РТІ, ніхто з гравців «Шахтаря» і не думав зупинятися. Так, у фіналі треба було грати проти московського ЦСКА, але ми знали, що здатні за рахунок дисципліни та самовіддачі перемогти кого завгодно. До того ж матч ми проводили вдома, при фантастичній атмосфері. У ті роки в літній час практикувалося проведення матчів на відкритому повітрі. Так ось, майданчик встановили в центральному в Донецьку парку імені Щербакова. Нас прийшли підтримати чимало людей. Напевно, ми не могли тоді програти. Хоча армійці билися до останнього. Не можна сказати, що вони приїхали програвати. Так, в їх складі не було збірників Союзу Сергія Тараканова та Володимира Ткаченка, але інші відомі в СРСР гравці були в строю. Їм було неприємно програвати команді першої ліги.
Сергій Завалін у складі володарів Кубка СРСР 1985 року був основним оборонцем разом з Ігорем Качурою. Виділявся в складі гірників атакуючий оборонець Дмитро Донський, який виступав на позиції третього номера. Крім них почесний трофей виграли Юрій Косенко, Олександр Єрмолинський, Сергій Бабенко, Максим Карпачов, Андрій Кибенко, Рафаель Юсупов, Олександр Кравченко, Олександр Шевченко, а також вихованці донецького баскетболу Микола Івахненко і Борис Янковий.
Ця перемога додала гірникам впевненості перед стартом у вищій лізі. Відзначимо, що в той час «Шахтар» був в еліті третім українським клубом після київських «Будівельника» і СКА. Перший млинець не вийшов гливким. Більше того, донеччани вразили фахівців впевненою грою, посівши в дебютному для себе чемпіонаті п’яте місце. Для багатьох це стало великим сюрпризом. Не дивно, що з часом лідерів «Шахтаря» почали запрошувати у більш багаті клуби. Зокрема, в «Будівельник» перебралися Єрмолинський та Косенко, а останній в 1989 році став з киянами чемпіоном СРСР. Бабенко перебрався в талліннський «Калев».
Тим не менш, незважаючи на ротацію складу, «Шахтар» не втратив обличчя і надалі нехай і не виходив на лідируючі позиції, але вважався «міцним горішком», здатним обіграти будь-якого суперника. Приміром, в 1987-му під час роз’їзного туру в Тбілісі донеччани створили справжню сенсацію, перемігши з розривом в одне очко чемпіонів країни – каунаський «Жільґіріс». Спочатку Арвідас Сабоніс, Ґінтарас Крапікас і Альґірдас Бразіс з партнерами, здавалося, не залишали гірникам шансів. Але переломними в тому матчі стали кілька поспіль точних «трюльників» у виконанні Заваліна. До слова, тоді в Тбілісі нині знаний український тренер виграв конкурс триочкових кидків, за що отримав пам’ятну статуетку.
Трамплін до «великої четвірки»
Переломний момент в «Шахтарі» намітився в 1989 році, коли в СРСР сягали свого апогею перебудовні процеси. Багато підприємств переходили на комерційну основу, державним же структурам, зокрема, шахтам, доводилося непросто. Саме в той час почалася перша хвиля шахтарських акцій протестів. Керівник шахти Засядька Юхим Звягільський в таких складних умовах більше не міг виділяти грошей на баскетбольний клуб. Правда, тоді «Шахтарю» не дали загинути. Кошти на команду виділялися з різних джерел. Разом з тим, пішов головний тренер Олександр Власов, який користувався довірою керівництва і пропрацював з «Шахтарем» без малого п’ять років. Крім того, покинули Донецьк кілька лідерів команди.
- Гірко було їхати, - згадує ті часи Сергій Завалін, котрий перебрався в Ташкент. - «Шахтар» протягом довгих років залишався в еліті радянського баскетболу багато в чому завдяки грамотному менеджменту свого керівництва і розумному лобіюванню інтересів команди на всесоюзному рівні.
«Шахтар» знову очолив Валерій Алпатов, спеціаліст, який у своїй роботі робить акцент на фізичній підготовці. Не всі такий шлях вважали правильним, через що у гравців з тренером виникали протиріччя.
- Я прийшов у «Шахтар» зовсім юним хлопцем, - згадує оборонець Владислав Мартинов. – І відразу потрапив на збір до Алпатова в Слов’яногорськ. Для мене, хлопця, котрий ледь покинув дитячий баскетбол, обсяги фізичної роботи, запропонованої Валерієм Олексійовичем, були просто шоком. Постійні кроси, заняття зі штангою, інші фізичні вправи. Увечері просто падав з ніг. Не дивно, що молоді гравці в Алпатова, як правило, не витримували. Наприклад, з тих, кого цей тренер взяв у «Шахтар» разом зі мною, залишився тільки Ігор Васильченко. Разом з тим, мушу зазначити, що цей фахівець навчив мене тактичним премудростям, особливо вмінню грати в обороні.
Не без посмішки Владислав Мартинов згадує один з перших своїх матчів у складі «Шахтаря».
- У старенькому залі ДПТ ми приймали луганський «Спартак», - каже баскетболіст. - Глядачів набилося битком. Так, що в залі не було чим дихати. Запітніли всі вікна, на стінах утворився конденсат, а зі стелі почала облітати штукатурка. Підлога вся волога. Але на це уваги не звертаємо, оскільки гра дуже важлива. Луганчани приїхали до нас своїм зоряним складом на чолі з Олександром Кравченком. Але в Донецьк вони взяли, здається, всього сім баскетболістів. І ось, так вийшло, що в ході матчу три гравці отримали по п’ять персональних зауважень. Нас теж залишилося всього п’ятеро.
- Ось і граємо п’ять на чотири, - продовжує Мартинов. – Алпатов, випускаючи мене, 17-річного хлопця на майданчик, дав вказівку: «Не смій навіть дивитися на кільце. Тільки оборонятися. Зрозумів?» Чую, що тренер суперників Пустогаров теж говорить своїм: «Мартина не чіпайте». І ось, отримую м’яча поблизу від кільця. Ніхто на мене не йде, а глядачі кричать: «Кидай!» Я злякано подивився на Алпатова. І кинув. Не влучив. Думаю: «Ну, все». Але ось ще одна наша атака. Ситуація аналогічна. Алпатов кричить: «Віддай м’яч!» А я психанув і знову кинув. Забив. Цей матч додав мені впевненості в своїх силах. В підсумку ми виграли і тренер навіть подякував за гру.
Загалом, перспективи «Шахтаря» в перші роки незалежності виглядали зовсім не райдужними. Переломним виявився 1993 рік, коли клуб під свою опіку взяв бізнесмен Олександр Шведченко. Олександр Дмитрович завжди мріяв придбати спортивну команду. Оскільки «Шахтар» футбольний в ті роки спонсорував Олександр Брагін, Шведченко вирішив вкладати гроші в баскетбол. Кажуть, у ті роки річний бюджет клубу становив близько мільйона доларів.
- Олександр Дмитрович дійсно не шкодував грошей на команду, - підтверджує Сергій Завалін, якого новий власник у 1993 році покликав назад до Донецька. – Скажімо, мене він запросив з Польщі, запропонувавши зарплату набагато вищу, ніж я отримував в сусідній країні.
Разом з тим, бажаючи укомплектувати команду сильними за українськими мірками гравцями, Шведченко зіткнувся з однією проблемою: багато гравців, знаючи про складний характер Валерія Алпатова, відмовлялися їхати до Донецька. Та й зі «своїми» людьми Валерій Олексійович встиг посваритися. Тому президент вирішив в 1994 році поміняти тренера і запросив Владислава Пустогарова, котрий успішно працював з луганським «Спартаком». Алпатову Шведченко запропонував посаду директора клубу, але той відмовився.
- Переді мною Олександр Дмитрович поставив чітке завдання – бути чемпіонами країни, - говорить Владислав Пустогаров. – Я погодився, але з умовою, що в перший рік ми награємо склад, стаємо призерами, а на наступний беремо золото. Шведченко не заперечував.
Битва за золото і за виживання
Очоливши «Шахтар», Пустогаров вирішив створити кістяк з перевірених людей. Зокрема, він забрав з собою з Луганська лідера «Спартака» - розігрувача Олександра Кравченка. Разом з тим, за домовленістю з Шведченком шахтарська молодь посилила луганський клуб. Так в «Спартаку» з’явилися Владислав Мартинов, Володимир Гуртовий, Ігор Васильченко і привезений Алпатовим з узбецького Учкудука майбутній лідер збірної Росії Петро Самойленко.
В рамках підготовки до сезону влітку 1994 року «Шахтар» відправився в турне до США. Там гірники провели 12 матчів з місцевими університетськими командами. Виграли п’ять.
- Це був великий досвід, - згадує Сергій Завалін. – Виходить, по Америці ми колесили автобусом. За три тижні об’їздили безліч міст – від Чикаго до Маямі і так далі. І при цьому ще й грали. Втомлювалися, звичайно, страшенно. Але користь від тих ігор була приголомшливою.
- Граючи самі, ми заодно придивлялися до американців, здатних підсилити нашу команду, - говорить Владислав Пустогаров. – І якщо з центровим не вгадали, помінявши протягом сезону десь п’ятьох негрів, то оборонця придбали чудового.
Мова про Димитрія Брікмана, який прекрасно підсилив команду і став хорошим доповненням Кравченка і Заваліна.
- Брікман – унікальний баскетболіст, - згадує Владислав Пустогаров. – Пригадую, як одного разу на тренуванні, коли ми відпрацьовували кидки зверху, я запропонував Димитрію зайнятися чимось іншим. Через те, що у нього зріст всього 184 см. Але Брікман відмовився. «Якщо заб’єш зверху – зараз же виймаю з кишені 100 доларів» - кажу. Той розбігся – та як вколотив! Зізнатися, я був вражений.
Після повернення зі США в Україну «Шахтар» заграв, наче на крилах. До нового, 1995 року команда не програла в чемпіонаті жодного матчу!
- В кінці грудня Шведченко запитав мене: « Може, давайте замахнемся на чемпіонство вже в цьому сезоні?» - розповідає Владислав Пустогаров. – Але я сказав, що це нереально. По-перше, я припускав, що в січні-лютому у команди настане спад. По-друге, команда ще не була готова до рівної боротьби з «Будівельником». Окремі позиції вимагали підсилення. Крім того, мені довелося витратити чимало часу, щоб налагодити дисципліну. Зауважу, що до мого приходу всі питання про преміальні, видачі квартир і машин вирішував Шведченко. Але я запропонував делегувати це право мені. Щоб мати вагомі важелі впливу на колектив. Пригадую, були гравці, яким не подобався мій підхід до тренувальної роботи. Ну, не хотіли вони працювати! Я сказав: «Добре, можеш йти». На що чув відповідь, що я йому не указ, адже в команду його запрошував не я. «Добре, - відповідаю. – Їдь до Олександра Дмитровича». Той відправляв баскетболіста назад до мене. Гравець вибачався. Але я вказував йому на двері. Так ми розлучилися відразу з декількома відомими баскетболістами.
Пустогаров знав, про що говорив: у другій половині чемпіонату-1994/95 «Шахтар» знизив оберти. В підсумку команда посіла третє місце. А в міжсезоння, як грім серед ясного неба, пролунала звістка про те, що в Донецьку змінився тренер. Річ у тім, що Пустогаров отримав привабливе запрошення очолити збірну Єгипту, перед якою рясніла перспектива пробитися на Олімпіаду-96. Відмовитися від пропозиції тренер не зміг. Таким чином, біля керма «Шахтаря» з’явився новий керманич – латвійський фахівець Арманд Крауліньш. Перед ним стояла чітка задача – привести команду до перемоги в чемпіонаті України. Новий тренер посилив команду двома латвійськими гравцями – Олександром Бондаренком і Карлісом Мужнієксом, а також центровим збірної України Олександром Окунським.
- Безумовно, в 1996 році ми виграли б золото, - каже Сергій Завалін. – Але в березні, незадовго до фінальної серії з «Будівельником», загинув Олександр Шведченко. Олександр Дмитрович завдяки своєму авторитету успішно лобіював інтереси «Шахтаря». Тому команда не відчувала тиску з боку суддів. Коли Шведченка не стало, у фіналі нас трохи «прихопили» і перемогти не дали.
Після загибелі Шведченка в «Шахтарі» з’явилося нове керівництво. Точніше, тепер команду спонсорувала група фірм. Гравці не бідували, хоча тепер від амбітних планів довелося відмовитися. Час від часу гірники вклинювалися в боротьбу за медалі. Зокрема, так було і в сезоні-2001/02. Тоді основу «Шахтаря» становили його старожили – Владислав Мартинов, Олексій Янгічер і Володимир Гуртовий. Серйозно посилили команду Дмитро Брянцев та Олексій Полторацький. Колектив, очолюваний Валентином Романцем, виглядав вельми збалансованим і боєздатним. «Шахтар» вийшов в плей-офф і в чвертьфіналі мав зустрічатися з маріупольським «Азовмашем».
- Ніхто не розраховував, що ми зможемо дати маріупольцям бій, - згадує Владислав Мартинов. - «Азовмаш» тоді якраз почали нормально фінансувати, у них були серйозні плани. І тут ми візьми та виграй перший матч серії в Маріуполі! Після цього за нас взялися серйозно. Маю на увазі не стільки суто ігрові моменти, скільки суддівство. Як ми не намагалися, наступних двох матчів виграти нам просто не дали.
Як виявилося, та серія з «Азовмашем» стала останньою в історії «Шахтаря». Ні, до сезону команда готувалася в нормальному режимі, пройшла три збори. Разом з гірниками тренувався новачок – захисник Олександр Пащенко з «Азовмаша». Але за два тижні до старту чемпіонату-2002/03, коли команда перебувала на зборі в Алушті, президент клубу Ігор Мартиненко повідомив, що «Шахтар» припиняє своє існування. Причина – фінансувати команду відмовилися два спонсори, а решта взяти на себе повні витрати відмовилися. Протягом двох тижнів Валентин Романець разом із Сергієм Завалін, який на той момент працював помічником головного тренера, намагалися знайти «Шахтарю» нового власника. Але жодна зустріч результатів не дала...

## Досягнення
Чемпіонат України
- Чемпіон(2) – 1966, 1967
- Срібний призер(3) – 1963,1964, 1996
- Бронзовий призер(1) – 1995

Кубок України
- Фіналіст(1) – 1996